# Michael Lok

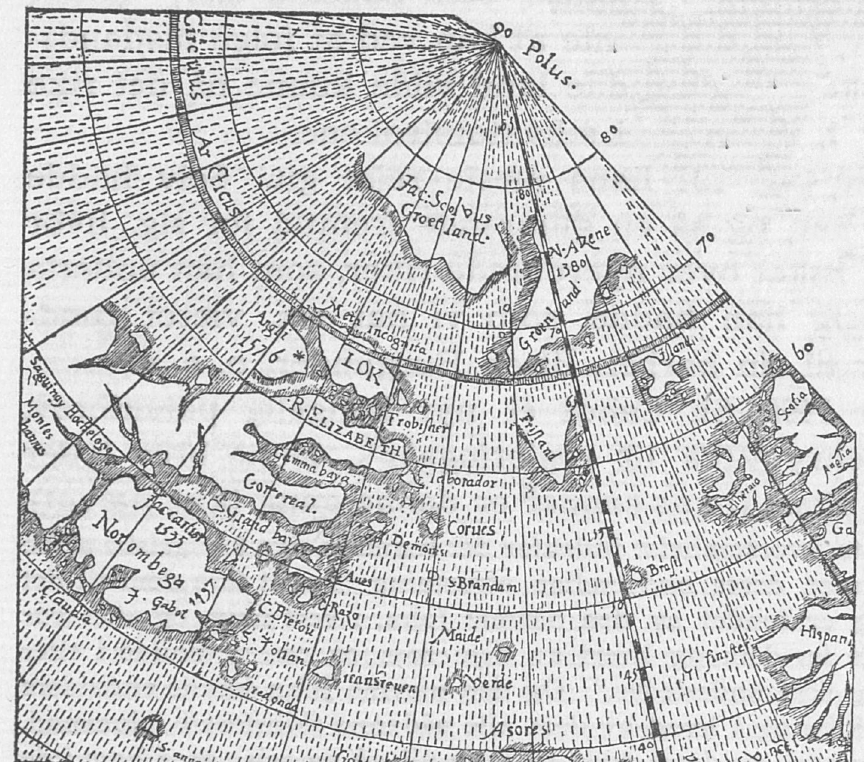
Carte de Michael Lok, Londres, 1582

Michael Lok, parfois aussi épelé Michael Locke, (né vers 1532, mort vers 1621) est un marchand, navigateur et explorateur anglais, et le principal soutien financier des expéditions de Sir Martin Frobisher à la recherche du passage du Nord-Ouest.

## Famille
Michael Lok est né à Cheapside à Londres, en 1532 d'après ses dires. Il est l'un des dix-neuf enfants et le plus jeune des cinq fils survivants de Sir William Lok (1480-1550), gentleman usher d'Henry VIII et mercier, shérif et échevin de Londres, et de sa seconde épouse, Katherine Cooke (décédée en 1537), fille de Sir Thomas Cooke de Wiltshire. L'une de ses sœurs est Rose Lok (1526-1613), femme d’affaires et exilée protestante pendant la période Tudor.,,

## Carrière
Michael Lok va à l'école en Angleterre jusqu'en 1545. C'est à ce moment que, alors âgé treize ans, il est envoyé par son père en Flandre et en France «pour apprendre ces langues et connaître le monde». Il passe sept années en Flandre pendant lesquelles il apprend le métier de marchand. D'après son père, cette période correspond à son apprentissage au sein de la Company of Merchant Adventurers. En 1552, il s'installe en Espagne où il développe ses activités de marchand. C'est là, ainsi qu'à Lisbonne, qu'il découvre le commerce avec les Antilles espagnoles et les Indes orientales. Pendant les 24 années suivantes, il voyage et devient capitaine d'un navire de mille tonnes, faisant commerce avec le Levant.
Au cours de ses voyages, il rencontre Martin Frobisher et, en 1576, participe à la création d'une expédition à la recherche du passage du Nord-Ouest, fournissant la plupart des produits nécessaires à ses propres frais. Lorsque la Cathay Company est créée en mars 1577, Lok est nommé gouverneur pour six ans. Cependant, l'expédition échoue complètement et, en janvier 1579, il doit demander secours et assistance au Conseil privé. En juin 1581, il demande de nouveau de l'aide au Conseil privé, cette fois-ci depuis la Prison de la Fleet, condamné lors du procès de William Borough à payer un navire acheté pour le dernier voyage de Frobisher, bien que Lok ait nié que la dette était la sienne; il est également lié à une dette plus importante de la Cathay Company. En 1614-1615, il est toujours poursuivi pour une dette pour des marchandises fournis aux navires de Frobisher.
En 1587–1588, Lok est à Dublin et, en 1592, il part à Alep comme consul pour la Levant Company pendant quatre ans. Au bout de deux ans, la nomination est sommairement annulée par les intrigues - comme l'affirme Lok - d'un certain Dorrington, aux ordres de Sir John Spenser, échevin de Londres. Il réclame alors le plein montant de son salaire pour les quatre années de son mandat, mais en 1599 il le réclamera toujours. Le 29 juin 1608, Lok écrit à Robert Cecil, 1er comte de Salisbury, lui envoyant des informations sur les préparatifs de guerre du roi d'Espagne.

## Travaux
Un essai, An conveniens sit Matrimonium inter Puellam et Senem datant de 1583, pourrait impliquer qu'il pensait à un troisième mariage malgré son âge avancé. Il a également traduit en anglais une partie de l'Histoire des Antilles de Peter Martyr, publiée en 1612.

## Mariages
Lok épouse d'abord, vers 1562, Jane Wilkinson, la fille de William Wilkinson (décédé en 1543), mercier et shérif de Londres, et de Joan North (décédée en 1556), seule sœur d'Edward North, 1er baron de North, et fille de Roger North (mort en 1509) et Christian Warcop.,,, La première épouse de Lok décède en 1571, laissant plusieurs enfants, dont huit sont nommés dans son testament (daté du 9 février 1570 ou 1571, prouvé par Lok 6 avril 1571).
Lok épouse ensuite Margery Perient (décédée vers 1583),, fille de George Perient du Shropshire et du Hertfordshire,, veuve de Cæsar Adelmare (décédée en 1569), et mère du juge Sir Julius Cæsar., En 1579, Lok se décrit comme ayant une femme et quinze enfants.

## Dans la fiction
Certains chercheurs pensent que le nom de Lok a été l'inspiration du nom de Shylock, l'usurier dans le Marchand de Venise de Shakespeare. Le préfixe shy indique «peu recommandable» ou «indigne de confiance».. Cette affirmation est particulièrement populaire parmi les Oxfordiens qui affirment qu'Edward de Vere, 17e comte d'Oxford était le véritable auteur des pièces, car de Vere a perdu 3 000 livres investies avec Lok; dans la pièce, le montant emprunté à Shylock est de 3 000 ducats,,,.